# Mesanthura catenula
Mesanthura catenula là một loài chân đều trong họ Anthuridae. Loài này được Stimpson miêu tả khoa học năm 1855.